# 17-es lüdiai földrengés
A 17-es lüdiai földrengés a Római Birodalom Asia provinciájának (ma Nyugat-Anatólia) legalább tizenkét településén pusztított, köztük Szardeiszben, az egykori Lüdia fővárosában. A katasztrófát több történetíró is említi – a kortárs Sztrabón, a nem sokkal később született idősebb Plinius és Tacitus, valamint a 3-4. századi Euszebiosz –, de nagyon kevés adatot közölnek róla, így pontos dátuma sem ismert. Plinius „emberemlékezet óta a legnagyobb földrengésnek” mondta.[forrás?]

## A földrengés
A földrengést a kortárs Sztrabón csak említi (Geógraphika hüpomnémata, XII. könyv, VIII. fejezet, 18. szakasz), Tacitus Annalesének II. könyve részletesebb leírást tartalmaz:
Ugyanebben az évben tizenkét híres kis-ázsiai város dőlt romba egy éjszakai földrengéstől, így annál váratlanabb és súlyosabb volt a szerencsétlenség. Még az ilyen esetben szokásos menekvés, a szabadba való kirohanás sem segített, mivel a megnyílt föld mindenkit elnyelt. Hatalmas hegyek süllyedtek le, egyszerre fennsíknak látszottak addigi lapályok, a romok közt tüzek csaptak fel, mint beszélik. Az a tény, hogy legszörnyűbben Sardest sújtotta a csapás, a részvétet is elsősorban az ottaniak felé irányította: mert tízmillió sestertiust ígért Caesar, és öt évre elengedte, amivel az államkincstárnak vagy a császári fiscusnak tartoztak. A kár és az orvoslás mértékét tekintve a Sipylos melletti Magnesia lakosai következtek utánuk. A temnosiakat, philadelphiaiakat, aegeaeiakat, apollonisiakat, s kiket mosteneieknek, illetve hyrcaniai macedonoknak neveznek, továbbá Hierocaesariát, Myrinát, Cymét, Tmolust ugyanennyi időre mentesítették az adóktól s elhatározták, senatusi megbízottat küldenek ki, hogy vizsgálja meg a helyzetet és segítsen. Ki is szemelték Marcus Ateiust a volt praetorok közül, hogy consuli rangú asiai helytartó jelenlétében egyenlők között versengés és ebből bonyodalom ne támadjon.
A Tacitus által felsorolt tizenkettőn kívül más források alapján két további település hozható kapcsolatba a földrengéssel. Egy pergamoni felirat szerint az i.sz 1. századi politikus-diplomata Diodorosz Paszparos szentélye 17-ben megsérült és át kellett építeni. Kaiszareiai Euszebiosz 4. század elején készített Krónikája említi Epheszoszt a 17-es földrengéssel kapcsolatban, de valószínűbb, hogy az itteni károk egy későbbi, i.sz. 23-ban kitört földrengés során keletkeztek, amely a legnagyobb pusztítást Kibyra Maior (ma Gölhisar) városában végezte.
Az epicentrumot a National Geophysical Data Center adatbázisa Epheszosz, az Istituto Nazionale di Geofisica e Vulcanologia adatbázisa (CFTI4MED) Szardeisz, az International Institute of Seismology and Earthquake Engineering katalógusa Magnesia ad Sipylum közelébe teszi.

## A katasztrófa után
A katasztrófában érintett lüdiai városok Rómában, Caesar fórumán szoborcsoportot állítottak Tiberius tiszteletére. A nagyméretű főalak magát a császárt ábrázolta, a mellékalakok a városok megszemélyesítései voltak. A 23-as délnyugat-anatóliai földrengés után Epheszosz és Kibyra bővítette ki az emlékművet, amely valószínűleg a fórumon i.sz. 80-ban kitört tűzvészben elpusztult. Az emlékmű i.sz. 30 körül készült másolata ma is látható a városok közül többel is kereskedelmi kapcsolatban álló Pozzuoliban (akkori nevén Puteoli); ezen a mellékalakok csak a császár szobrának talapzatán körbefutó frízen szerepelnek. Szardiszban i.sz. 43 körül emeltek szobrot Tiberiusnak, amelynek feliratában „a város alapítójának” nevezik. Egy másik, töredékes szardiszi felirat valószínűleg az érintett városok képviselőtestületei által elfogadott szöveg másolata, amelyben hálájukat fejezik ki a császárnak. A fennmaradt részben nyolc város képviselőjének aláírása található.
Rómában i.sz. 22-23-ban emlékérmeket vertek Tiberius ülő alakjával és a CIVITATIBVS ASIAE RESTITVTIS (Asia közösségeinek helyreállítása) felirattal. Magnesia kis bronz érmét bocsátott ki ΤΙΒΕΡΙΟΝ ΣΕΒΑΣΤΟΝ ΚΤΙΣΤΗΝ (Tiberius Augustus, teremtő) felirattal.
Néhány város a császár tiszteletére megváltoztatta a nevét. Philadelphia Neocaesarea lett; Hierapolisz Hierocaesarea; Kibyra, valamint rövid ideig Szardeisz is a Caesarea utótagot illesztette nevéhez.